# قره‌خان (الیگودرز)
قره‌خان، روستایی از توابع بخش بربرود شرقی شهرستان الیگودرز در استان لرستان ایران است.

## جمعیت
این روستا در دهستان فرسش قرار دارد و براساس سرشماری مرکز آمار ایران در سال ۱۳۸۵، جمعیت آن ۱۱۱ نفر (۲۰خانوار) بوده‌است.